# 岡部陽子
岡部 陽子（おかべ ようこ、昭和41年（1966年）7月6日 - ）は、日本の書家。山形県鶴岡市出身。雅号は朗響。現代書道研究所教育部師範。

## 略歴
- 1966年7月6日、山形県鶴岡市に生れる。
- 國學院大學文学部卒業。
- 1992年、結婚する。
- 2007年2月14日、TUYフレンドパーク内にて、多田和絵と二人展『であい展「すてきなあしたのために」』開催。
  - 6月5日、庄内町の亀ノ尾の里資料館にて、『佐藤一彦：詩と書と写真によるアウシュビッツ展』開催。
- 2008年7月11日、後藤純子と二人展、クチュールネックレスと墨（書）のコラボレーション作品展『さらら』開催。